# Jaynagar Majilpur
Jaynagar Majilpur (beng. জয়নগর মজিলপুর) – miasto i gmina w dystrykcie South 24 Parganas w stanie Bengal Zachodni w Indiach.